# Cocoon (groupe)
Pour les articles homonymes, voir Cocoon.
Cocoon est un groupe de pop français. Le groupe, dont les textes sont en anglais, est formé en 2005 par Mark Daumail.

## Histoire

### My Friends All Died In A Plane Crash(2005-2009)
En 2005, Mark Daumail fonde le groupe Cocoon avec la chanteuse Morgane Imbeaud,. Un premier EP est édité en 2006 : I Hate Birds EP. En 2007, Cocoon remporte le concours CQFD / Inrocks Lab proposé par le magazine Les Inrockuptibles et figure dans les découvertes du Printemps de Bourges,. Il remporte le tremplin des Eurockéennes de Belfort. Le deuxième EP From Panda Mountains sort en avril 2007, bientôt suivi du premier album, My Friends All Died in a Plane Crash, qui voit le jour le 22 octobre 2007. Ce premier album est aujourd'hui certifié double disque de platine avec plus de 200 000 exemplaires vendus,.
En 2008, Cocoon est nommé au prix Constantin et fait partie de la sélection du FAIR. Plus tard, Cocoon joue pour la première fois en tête d'affiche à l'Olympia en janvier 2009, après une tournée de plus de 200 concerts. À la suite du succès du disque et de la première tournée, Cocoon sort le 7 septembre 2009 un CD/DVD live intitulé Back to Panda Mountains. La chanson Chupee (single de diamant) est présente sur la bande originale du film L'Arnacœur (2010). D'autres chansons de Cocoon seront utilisées dans de nombreuses séries télévisées, films ou spots publicitaires pour des marques comme Volkswagen, Peugeot, Danone, SNCF, Lancel ou Amazon.[réf. souhaitée] Le single On My Way sera certifié diamant, et Hummingbird certifié or.[réf. nécessaire]

### Where The Oceans End(2009-2012)
Cocoon signe sur le label Barclay à la fin 2009. Après sa première tournée mondiale, qui a notamment lieu début 2010 aux États-Unis, en Australie, en Chine, en Angleterre, au Canada, au Portugal et en Allemagne, Cocoon commence les sessions du deuxième album vers avril 2010.

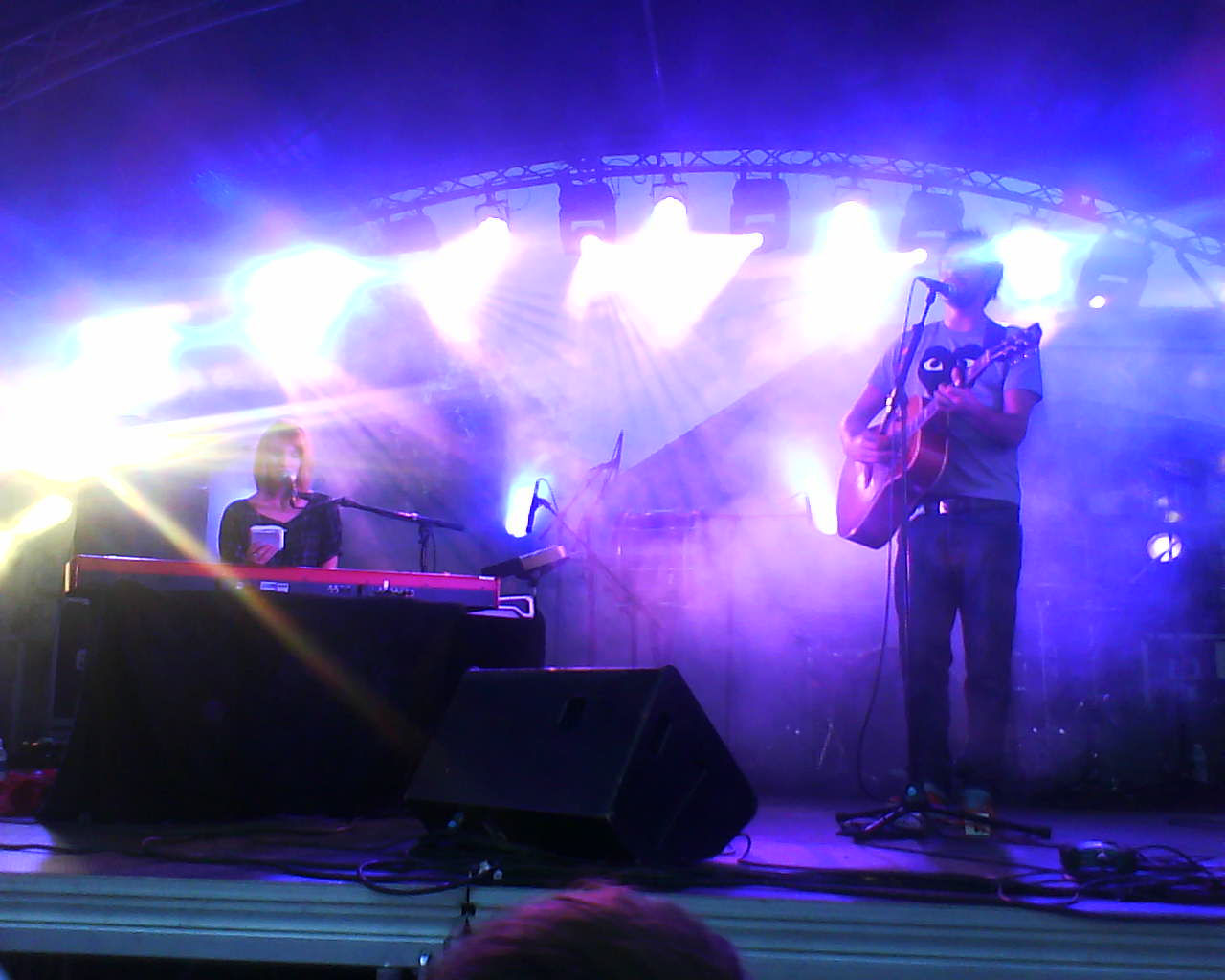
Cocoon. Festival "Boumchaka". Kuntzig, 27 juin 2009.

En juillet 2010, Mark Daumail annonce la fin de l'enregistrement du deuxième disque Where the Oceans End, enregistré entre Londres, Paris et Belle-Île-en-Mer,. L'album sort le 25 octobre 2010, très bien reçu par la critique,,. Un mois après sa sortie, il est certifié disque d'or en France, puis disque de platine. Cocoon se produit deux fois de suite à l'Olympia en avril 2011. Le 11 avril 2011, Mark Daumail annonce sur la page Facebook du groupe la sortie d'une réédition de l'album Where the Oceans End, incluant un nouvel EP, Covers, dont est extraite la reprise American Boy d'Estelle. Le single Comets sera certifié or.[réf. nécessaire]

### Welcome Home(2015-2018)
En 2015, Mark Daumail crée son propre label et publishing, Yum Yum Records, géré par BMG Rights Management, et distribué par Believe.
Le 26 août 2016 sort le troisième album du groupe, Welcome Home sans Morgane Imbeaud qui commence une carrière solo. L'album est enregistré entre Berlin, Richmond, aux États-Unis, à Paris et Bordeaux. Sur cet album, Mark Daumail collabore, entre autres, avec les américains Matthew E. White et Natalie Prass. L'album se classe directement dans le top 20 des ventes en France, Belgique, Suisse et Allemagne. Le disque sort dans une dizaine de pays (France, Belgique, Suisse, Pays-Bas, Canada, Allemagne, Royaume-Uni, Australie, Japon, Corée).
Le premier single extrait de Welcome Home est I Can't Wait (single certifié or). Le clip est réalisé par Simon Médard, à partir des peintures de la pochette signées Esther Pearl Watson,. L'album est certifié disque d'or. Le single Retreat sera certifié or, ainsi que la reprise de City of Stars.[réf. nécessaire]

### Wood Fire(2019-2023)
Le 27 septembre 2019, Cocoon est de retour avec un nouvel album, Wood Fire. Il est conçu entre Los Angeles, Tel Aviv, la Norvège, la Toscane, Paris et Bordeaux. Le premier single extrait de l'album est Back to One, qui sort en deux versions : anglaise et française, avec la chanteuse Clou. En juin 2019, le groupe reprend la route pour un tournée acoustique dans des lieux atypiques, les Spark Warm Up Acoustic Shows. Début septembre 2019, la chanson I Got You (single de platine) en duo avec le groupe israélien Lola Marsh est assortie d'une vidéo pour accompagner la sortie de l'album dans le monde entier. Le groupe reprend sa tournée dès mi-décembre 2019, avec un passage à guichet fermé au Trianon de Paris le 22 janvier 2020. Le single Colors sera certifié or.[réf. nécessaire]
En janvier 2021 sortent Blue Night et Sweet Lena, deux chansons accompagnant la sortie de Pacific Palace, nouvelle aventure de Spirou, illustrée par Christian Durieux.
En mars 2021, Cocoon sort le single The Road, accompagnant le jeu vidéo Road 96 sorti sur Microsoft Windows, Nintendo Switch, PlayStation 4, PlayStation 5, Xbox One et Xbox Series X/S.[réf. nécessaire]
En février 2023, Cocoon sort un nouvel EP de reprises, Question Mark.[réf. nécessaire]

### Destruction(2024-)
Le 6 décembre 2024, jour de ses 40 ans, Cocoon sort Destruction, premier single de son prochain album prévu pour début 2025. La pochette, représentant un sachet en papier kraft mystérieux, est réalisée par Raegular, connu pour ses collaborations avec Nekfeu et Orelsan. Le single suivant s'intitule Surf et sort le 3 janvier 2025.[réf. nécessaire]
Une première date de concert est annoncée, Salle Pleyel à Paris, le 22 janvier 2026.[réf. nécessaire]

## Discographie

### Albums studio
- 2025 : What We Leave Behind

### Singles
- 2007 : On My Way - septembre 2007 - certifié single de diamant.
- 2008 : Chupee - novembre 2008 - certifié single de diamant.
- 2009 :  Owls (version live) - octobre 2009
- 2010 : Comets - septembre 2010 - certifié single d'or.
- 2010 : Oh My God - décembre 2010
- 2011 : American Boy - avril 2011
- 2011 : Dee Doo - décembre 2011
- 2016 : I Can't Wait - mars 2016 - certifié single d'or.
- 2016 : Get Well Soon - octobre 2016
- 2017 : Miracle - avril 2017
- 2019 : Spark - mai 2019
- 2019 : Back To One - mai 2019
- 2019 : I Got You - septembre 2019 - certifié single de platine.
- 2019 : Baby - octobre 2019
- 2021 : Blue Night - janvier 2021
- 2021 : The Road - mars 2021
- 2024 : Destruction - décembre 2024
- 2025 : Surf - janvier 2025

### Reprises
- Hey Ya! (reprise d'OutKast)
- Rehab (reprise d'Amy Winehouse) (reprise également à Taratata avec Julien Doré)
- Kung Fu Fighting (reprise de Carl Douglas)
- Sunday Morning (reprise de Velvet Underground)
- Monsoon (reprise de Tokio Hotel)
- To Be Alone With You (reprise de Sufjan Stevens)
- Don't Cha (reprise des Pussycat Dolls)
- Chase the Devil (reprise de Max Romeo) (pour la musique de Paris Dernière)
- Flume (reprise de Bon Iver)
- Empire State of Mind (reprise de Jay-Z et Alicia Keys) (reprise aussi à Taratata en décembre 2010)
- Working Class Hero (reprise de John Lennon) (hommage à John Lennon pour TV5 Monde)
- American Boy (reprise de Kanye West et Estelle)
- Say My Name (reprise de Destiny's Child)
- Sailing (reprise de Rod Stewart)
- Royals (reprise de Lorde)
- If U Had My Love (reprise de Jennifer Lopez)
- The Harder They Come (reprise de Jimmy Cliff)
- Stay (reprise de Rihanna)
- City of Stars (reprise du film La La Land) - certifié single d'or
- Father and Son (reprise de Cat Stevens)
- Don't Be Cruel (reprise d'Elvis Presley)
- Always Remember Us This Way (reprise de Lady Gaga)
- What Is Love (reprise de Haddaway)
- Junk (reprise de Paul McCartney)
- Two People in a Room (reprise de Stephan Eicher)
- Trains and Boats and Planes (reprise de Burt Bacharach)
- This Guy's in Love With You (reprise de Burt Bacharach)
- I'll Be There for You (reprise de The Rembrandts)
- La Fama (reprise de Rosalía)
- Unchained Melody (reprise de The Righteous Brothers)
- Blue Moon (reprise d'Elvis Presley)
- Take Me Out (reprise de Franz Ferdinand)

### Autres et inédits
- Morning Break, uniquement sur le DVD live.
- 84, uniquement sur le DVD live.
- Ghost Busters, uniquement sur le DVD live.
- Sea Lion, présente sur le DVD live ainsi qu'en bonus de Where the Oceans End sur iTunes.
- The Best I Can, disponible en bonus dans l'édition spéciale Fnac de Where the Oceans End.
- Baby Tiger, disponible en bonus dans l'édition spéciale Fnac de Where the Oceans End.
- Sister Mary.
- Oklahoma (uniquement dans la réédition de My Friends All Died in a Plane Crash).
- Superhero (uniquement dans la réédition de My Friends All Died in a Plane Crash).
- Wheatfields (uniquement dans la réédition de My Friends All Died in a Plane Crash).
- I Don't Mind (duo avec Lisa Ekdahl).
- Don't Rush (duo avec Alaaska).
- C Bi1 Fé (duo avec David Scrima).
- Acceleration (duo avec The Woohoo).
- Drift Away (duo avec Punishment).